# 彼得·切尔马克
彼得·切尔马克（捷克語：Petr Čermák，1942年12月24日—），捷克男子赛艇运动员。他曾代表捷克斯洛伐克参加1964年和1968年夏季奥林匹克运动会赛艇比赛，其中1964年奥运会获得一枚铜牌。